# SS Traffic (1911)
SS Traffic byl sesterskou lodí SS Nomadiku společnosti White Star Line. Hrál důležitou roli v příběhu Titaniku, protože sloužil luxusním lodím třídy Olympic. Traffic převážel několik pasažérů 3. třídy na Titanic před jeho první a poslední plavbou. Byl postaven v loděnicích Harland & Wolff v Belfastu stejně jako Titanic. Stavba začala 22. prosince 1910 a na vodu byl spuštěn 27. dubna 1911. Zkoušky podstoupil 18. května 1911 a 27. května byl předán White Star Line.
Roku 1934 byl prodán společnosti Sociéte Cherbourgeoise de Remorquage et de Sauvetage a přejmenován na Ingenieur Riebell. Roku 1940 se mu podařilo uniknout před Němci. Poté byl upraven na ozbrojenou přímořskou loď. 17. ledna 1941 byl torpédován Royal Navy a potopil se. Jeho vrak byl ovšem nalezen a poté byl sešrotován.  Ačkoliv se jeho vrak našel, poloha vraku je dodnes neznámá (nedokázala se zjistit poloha vraku).